# Filip Stojilković
Filip Stojilković (Zollikon, Zürich kanton, 2000. január 4. –) svájci korosztályos válogatott labdarúgó, a német Darmstadt csatárja.

## Pályafutása

### Klubcsapatokban
Stojilković a svájci Zollikonban született. Az ifjúsági pályafutását a közeli Zürich és Red Star Zürich csapataiban kezdte, majd a német TSG Hoffenheim akadémiájánál folytatta.
2017-ben mutatkozott be a Zürich tartalékcsapatában. 2018 és 2019 között a TSG Hoffenheim B-nél játszott. 2019-ben a svájci másodosztályban szereplő Wil első csapatához igazolt. Először a 2019. július 20-ai, Chiasso ellen 1–0-ra megnyert mérkőzés 79. percében, Carlos Silviot váltva lépett pályára. Első gólját 2019. augusztus 3-án, a Schaffhausen ellen 3–3-as döntetlennel zárult találkozón szerezte. 2020. január 24-én 3½ éves szerződést kötött az első osztályban érdekelt Sion együttesével. 2020. január 26-án, a Thun ellen 2–1-re elvesztett bajnokin debütált. A 2020–21-es szezonban az Aarau csapatát erősítette kölcsönben. 2023. január 31-én a német másodosztályban érdekelt Darmstadthoz írt alá.

### A válogatottban
Stojilković az U18-as és U19-es válogatottakban is képviselte Svájcot.
2019-ben debütált a svájci U21-es válogatottban. Először 2019. szeptember 10-én, Liechtenstein ellen 5–0-ra megnyert U21-es EB-selejtező 62. percében, Jérémy Guillemenot cseréjeként lépett, majd 30 perccel később meg szerezte első válogatott gólját is.

## Statisztika
2023. május 28. szerint.
| Klub               | Szezon   | Bajnokság              | Bajnokság | Bajnokság | Kupa  | Kupa  | Nemzetközi | Nemzetközi | Összesen | Összesen |
| Klub               | Szezon   | Bajnokság              | Mérk.     | Gólok     | Mérk. | Gólok | Mérk.      | Gólok      | Mérk.    | Gólok    |
| ------------------ | -------- | ---------------------- | --------- | --------- | ----- | ----- | ---------- | ---------- | -------- | -------- |
| Wil                | 2019–20  | Swiss Challenge League | 18        | 8         | 1     | 0     | ―          | ―          | 19       | 8        |
| Sion               | 2019–20  | Swiss Super League     | 11        | 1         | 0     | 0     | ―          | ―          | 11       | 1        |
| Sion               | 2021–22  | Swiss Super League     | 35        | 11        | 2     | 1     | ―          | ―          | 37       | 12       |
| Sion               | 2022–23  | Swiss Super League     | 18        | 5         | 2     | 1     | ―          | ―          | 20       | 6        |
| Sion               | Összesen | Összesen               | 64        | 17        | 4     | 2     | 0          | 0          | 68       | 19       |
| Aarau (kölcsönben) | 2020–21  | Swiss Challenge League | 32        | 15        | 3     | 1     | ―          | ―          | 35       | 16       |
| Darmstadt          | 2022–23  | 2. Bundesliga          | 15        | 3         | 1     | 0     | ―          | ―          | 16       | 3        |
| Összesen           | Összesen | Összesen               | 129       | 43        | 9     | 3     | 0          | 0          | 138      | 46       |

## Sikerek
Darmstadt
- 2. Bundesliga
  - Feljutó (1): 2022–23